# Le Vieil-Baugé
Le Vieil-Baugé is een voormalige gemeente in het Franse departement Maine-et-Loire in de regio Pays de la Loire en telt 1302 inwoners (2005). De plaats maakt deel uit van het arrondissement Saumur.

## Geschiedenis
Tot 1 januari 2013 was Le Vieil-Baugé een zelfstandige gemeente. Op die datum werd het samen met Montpollin, Pontigné en Saint-Martin-d'Arcé aangehecht bij de gemeente Baugé. De nieuwe fusiegemeente kreeg de naam Baugé-en-Anjou.

## Geografie
De oppervlakte van Le Vieil-Baugé bedraagt 28,6 km², de bevolkingsdichtheid is 45,5 inwoners per km².
De onderstaande kaart toont de ligging van Le Vieil-Baugé met de belangrijkste infrastructuur en aangrenzende gemeenten.

## Demografie
Onderstaande figuur toont het verloop van het inwonertal.
Baugé · Bocé · Chartrené · Cheviré-le-Rouge · Clefs · Cuon · Échemiré · Fougeré · Le Guédeniau · Montpollin · Pontigné · Saint-Martin-d'Arcé · Saint-Quentin-lès-Beaurepaire · Vaulandry · Le Vieil-Baugé